# Sphingonotus nigrofemoratus
Sphingonotus nigrofemoratus är en insektsart som beskrevs av Huang, C. 1982. Sphingonotus nigrofemoratus ingår i släktet Sphingonotus och familjen gräshoppor. Inga underarter finns listade i Catalogue of Life.